# Sello de Svenigorodsky
El sello de Zvenigorodsky, a veces apodado El rey persa y los enemigos derrotados, es un sello cilíndrico con  escritura persa antigua de calcedonia, de 2,8 cm x 1,2 cm, que se conserva en el Museo del Hermitage de San Petersburgo, Rusia (n.º de inv. Гл-501) desde 1930, cuando fue adquirido para una colección privada. Fue adquirido en Kerch, y aparece por primera vez en Compte rendu de la Commission Impériale Archéologique pour l'Année 1881.

## Contenido
El cilindro representa a un rey de reyes aqueménida sujetando con una mano a un cautivo arrodillado y sometiéndolo con una lanza sujeta con la otra mano. El cautivo arrodillado lleva una corona egipcia. Detrás del rey hay cuatro prisioneros con una soga al cuello, que sujeta el propio rey. Su vestimenta es similar a la de los egipcios que se ven en los relieves de Naqsh-e Rostam. La escena se refiere, por tanto, al Antiguo Egipto y a un acto de conquista o a la represión de una rebelión por parte de un rey aqueménida. En general, se cree que el sello representa a un rey o héroe persa clavando su lanza a un faraón egipcio, mientras sujeta a otros cuatro cautivos con una cuerda.

## Identificación
Todos los personajes del cilindro no tienen nombre, lo que dificulta la identificación de al menos las dos figuras principales. De hecho, el Museo del Hermitage no proporciona ninguna identificación, pero fecha el sello entre finales del siglo V y principios del siglo IV a. C.

Sin embargo, se hicieron varios intentos de identificar al menos al gobernante aqueménida. En 1903, Gaston Maspero sugirió que la escena representa a Darío I  (r. 522–486 a. C.) lidiando con algunos rebeldes.  En 1940, Richard Arthur Martin creía que el nombre de dos de los gobernantes fueron Artajerjes I (r. 465–424 a. C.) y el derrotado Inaro. En 1979, Muhammad Dandamayev optó por Artajerjes II (r. 405/4-359/8 a. C.). En 1992, Shapur Shahbazi sugirió ue el gobernante podría haber sido Artajerjes III (r. 359/8-338 a. C.).

## Sellos similares
Una escena casi idéntica aparece en otro cilindro de calcedonia, conservado en el Museo Metropolitano de Arte (n.º de acc. 1999.325.114), pero con una datación más temprana (siglos VI-V a. C.). Tampoco en este caso hay inscripciones que permitan identificar a los personajes.
Se conoce un sello bastante similar con la inscripción «Soy Artajerjes el Gran Rey» en cuneiforme (el "Sello cilíndrico de Artajerjes de Moscú"): se muestra al rey aqueménida conduciendo a los cautivos egipcios econuna cuerda, pero la figura arrodillada del faraón está ausente y se sustituye por la inscripción en persa antiguo. La inscripción sugeriría que el rey del sello es Artajerjes III, que reconquistó Egipto, o más probablemente Artajerjes I, que sofocó una rebelión en Egipto, dada la ejecución más bien rígida del grabado, que sugiere una fecha temprana para su fabricación, probablemente más cercana a la época de Darío I.
El sello presenta muchas similitudes con el sello de Darío I, tanto en el tratamiento bastante rígido de las figuras como en la composición del propio sello. Por estos motivos, la fabricación del sello de Zvenigorodsky podría atribuirse a un periodo bastante cercano al de Darío, lo que favorecería una atribución a Artajerjes I.

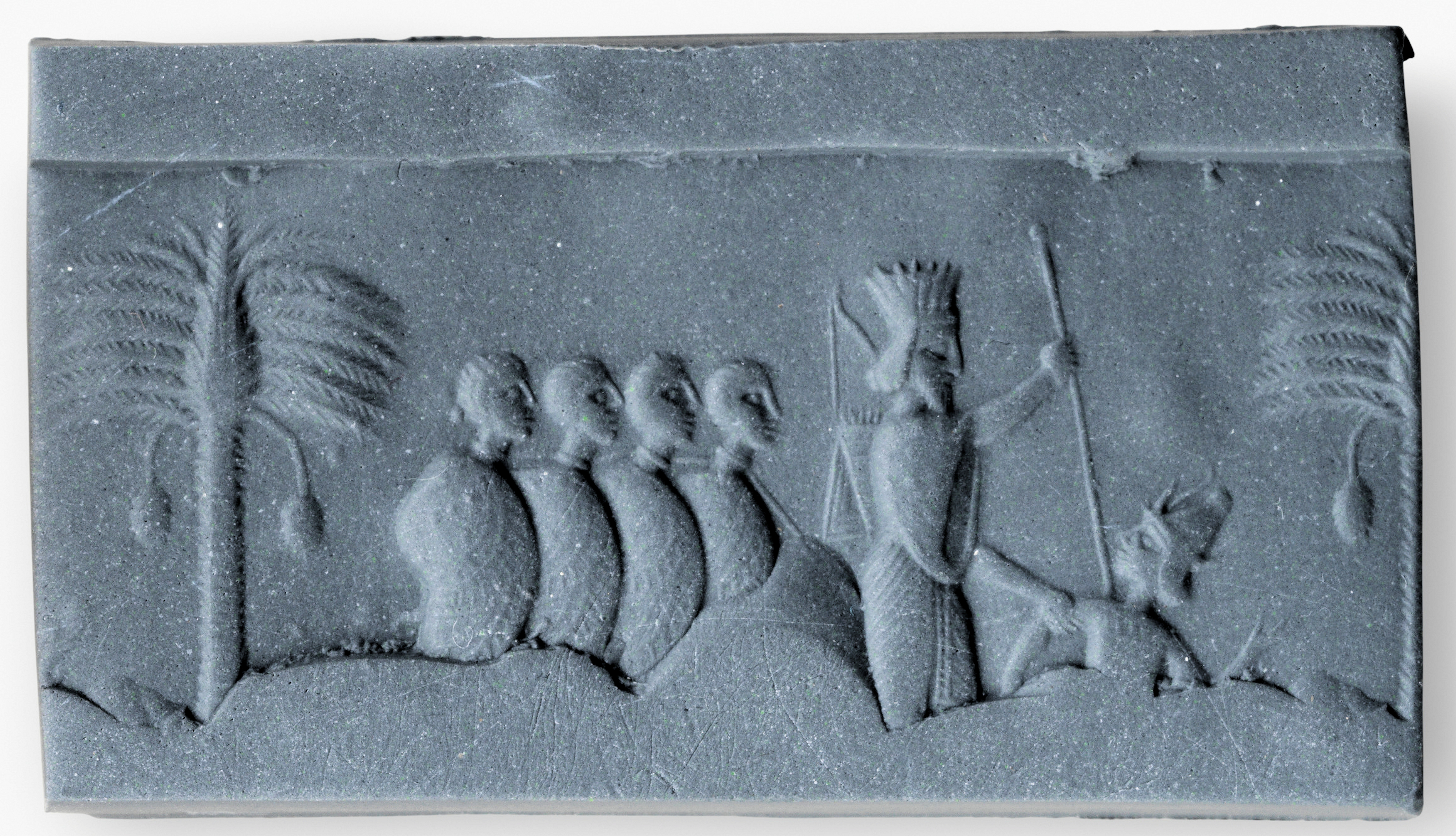
Escena similar del Museo Metropolitano de Arte (Acc. No. 1999.325.114).
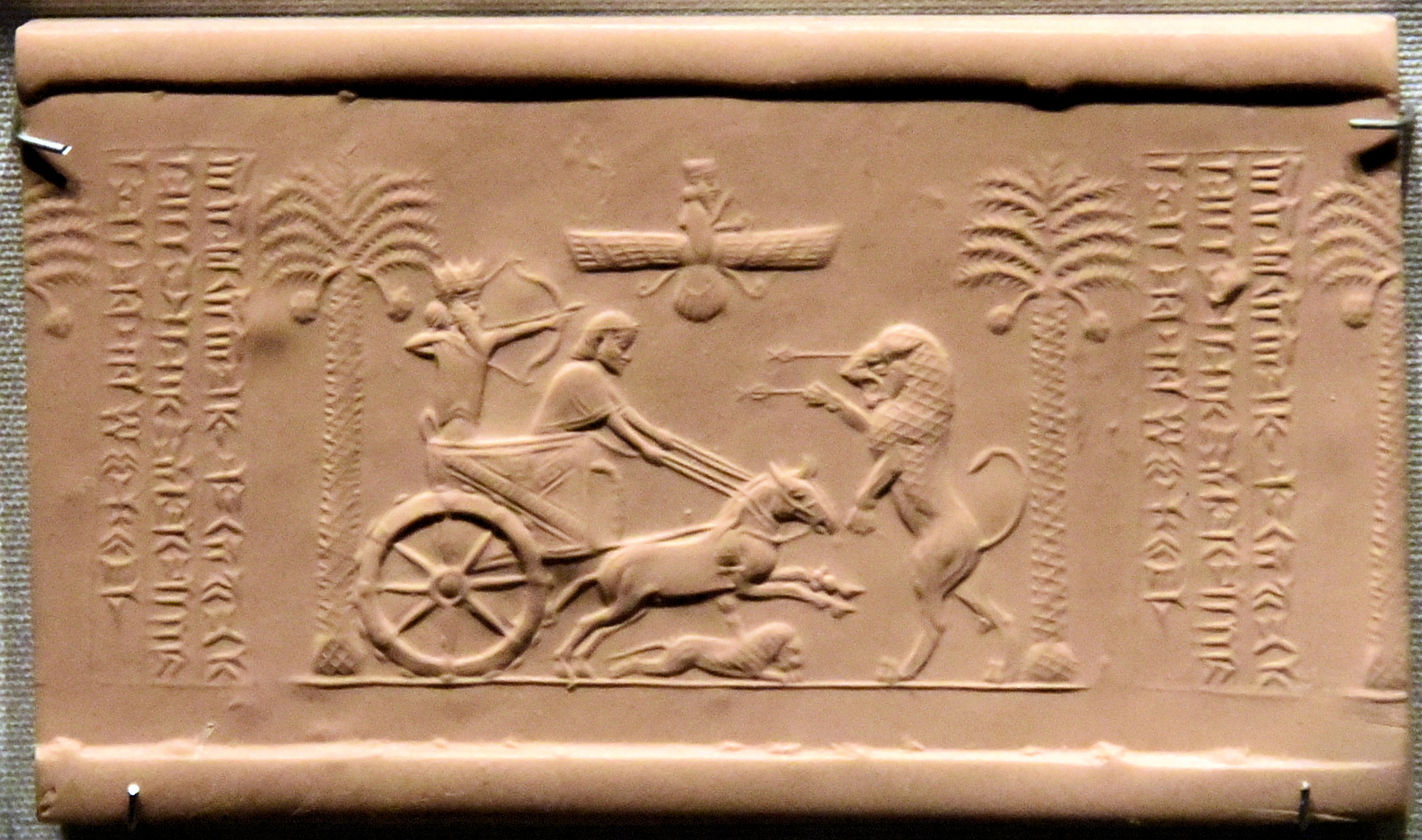
Sello de Darío I. Museo Británico.